# Visconti Valentina ciprusi királyné
Visconti Valentina (Milánó, 1360/62 – 1393. szeptember előtt), névváltozata: Valenza, olaszul: Valentina Visconti, franciául: Valentine Visconti, görögül: Βαλεντίνα Βισκόντι, milánói úrnő, ciprusi királyné és címzetes jeruzsálemi királyné. Visconti Anglesia ciprusi királyné nővére.

## Élete

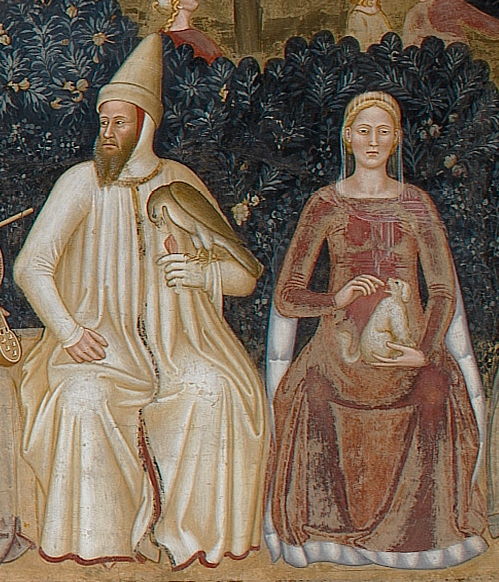
Valentina királyné szülei: Bernabò Visconti és Regina della Scala

Édesapja Bernabò Visconti, Milánó ura, Stefano Visconti és Valentina Doria fia. Édesanyja Regina della Scala veronai úrnő, Mastino della Scala és Taddea da Carrara leánya.
Valentina 1376. április 2-án Milánóban képviselők útján házasságot kötött II. (Kövér) Péter ciprusi királlyal. A tényleges esküvőre 1378. szeptemberében került sor Nicosiában, a Szent Bölcsesség Székesegyházban. Házasságukból egyetlen, ismeretlen nevű leánygyermek született 1379-ben, de ő még apja halála, 1382. október 13-a előtt meghalt.
Lányuk halála után Valentina szeretett volna királynő lenni, de sem ő, sem a férjének a húga, Lusignan Margit hercegnő (Lusignan Péter anyja), sem sógornőjének későbbi férje, ifjabb Jakab, aki Lusignan János régensnek a fia volt, nem lett Ciprus új uralkodója, hanem az elhunyt férjének egyetlen, még élő, de genovai fogságban sínylődő nagybátyja, idősebb Jakab követte a trónon annak ellenére, hogy ő IV. Hugó ciprusi király negyedszülött fia volt, míg Ifjabb Jakab a harmadszülött fiúnak, Jánosnak volt a fia.

## Gyermeke
- Férjétől, II. (Kövér) Péter (1357–1382) ciprusi királytól, 1 leány:
  - N. (leány) (1379–1382. április előtt) ciprusi királyi hercegnő